# 法律時報
『法律時報』（ほうりつじほう）とは、日本評論社が出版する月刊誌。法律学に関する問題を取り扱う専門雑誌。

## 概要
- 略称は「法時」である。
- 創刊は1929年で、もっとも歴史ある法律雑誌のひとつである。
- 毎月27日発売され、税込1,500円から1,600円で販売されている。定期購読も可能。
- 日本の法学者がタイムリーな法学上の論点について、さまざまな論説を展開させる場となっており、法律雑誌の代表として確固たる地位を保っている。

## 経緯
- 1929年に末弘厳太郎が創刊。2008年9月号をもって通巻1000号の発刊を果たした。